# Wernher I. von Einsiedeln
Wernher I. (OSB) (* 11. Jahrhundert; † 5. oder 6. März 1142) war von 1122 bis 1142 der 11. Abt des Klosters Einsiedeln.

## Leben
Die Herkunft Wernhers I. ist umstritten. Es kann davon ausgegangen werden, dass er Sohn des Grafen Arnold von Lenzburg und der Chuonza von Altbüron gewesen ist.
Das wichtigste Ereignis seiner Amtszeit war die am 22. Januar 1130 erfolgte Schenkung von Fahr durch Lütold II. von Regensberg. An die Schenkung war die Bedingung geknüpft, dass Einsiedeln auf diesen Gütern ein Frauenkloster errichten und unterhalten soll. Das Benediktinerinnenkloster in Fahr existiert bis heute und bildet zusammen mit den Einsiedler Mönchsgemeinschaft ein Doppelkloster.
Von Abt Wernher stammt das älteste erhaltene Äbtesiegel und weist im Siegelfeld das Brustbild eines Abtes auf, der in der Linken ein Buch und in der Rechten das Pedum trägt.